# Subregiones de Bolívar

Municipios de Bolívar

Se conoce con el nombre de subregiones a las divisiones territoriales intermedias que conforman el departamento colombiano de Bolívar; oficialmente se les denomina Zonas de Desarrollo Económico y Social (ZODES). Las actuales siete subregiones fueron creadas para facilitar la administración del departamento, las cuales agrupan los 46 municipios de dicho ente territorial, incluyendo el área metropolitana de Cartagena de Indias, la capital.

## Historia
Las subregiones tienen su origen en las provincias del departamento de Bolívar de finales del siglo XIX, que a su vez proceden de las provincias del Estado Soberano de Bolívar. En aquel momento el departamento de Bolívar tenía un área total de 65.347 km² e incluía, entre otras, las provincias de Barranquilla, Carmen, Cartagena, Corozal, Chinú, Lorica, Magangué, Mompós, Sabanalarga y Sincelejo.

### Cambios en las subregiones

Subregiones de Bolívar hasta 2020

Hasta 2020 existían 6 Zodes, hasta la puesta en marcha según lo dispuesto en la ordenanza 118 de 2017, se realiza los siguientes cambios: 
- La Zodes Depresión momposina fue renombrada como Isla de Mompox.
- Además, se crea la Zodes Norte con parte de la Zodes Dique, compuesto con los hipotéticos municipios de la aun no oficializada área metropolitana de Cartagena.

## Lista
Las subdivisiones de Bolívar son las siguientes:
| Nombre          | Municipios | Mapa |
| --------------- | --- | ---- |
| Dique           | Arjona • Arroyohondo • Calamar • Mahates • San Cristóbal • San Estanislao • Santa Rosa de Lima • Soplaviento • Villanueva |      |
| Isla de Mompox  | Cicuco • Hatillo de Loba • Margarita • Mompós • San Fernando • Talaigua Nuevo                                             |      |
| Loba            | Altos del Rosario • Barranco de Loba • El Peñón • Norosí • Regidor • Río Viejo • San Martín de Loba                       |      |
| Magdalena Medio | Arenal • Cantagallo • Morales • San Pablo • Santa Rosa del Sur • Simití                                                   |      |
| Montes de María | El Carmen de Bolívar • Córdoba • El Guamo • María La Baja • San Jacinto • San Juan Nepomuceno • Zambrano                  |      |
| La Mojana       | Achí • Magangué • Montecristo • Pinillos • San Jacinto del Cauca • Tiquisio                                               |      |
| Norte           | Cartagena de Indias • Clemencia • Santa Catalina • Turbaco • Turbaná                                                      |      |